# Fritz Heine

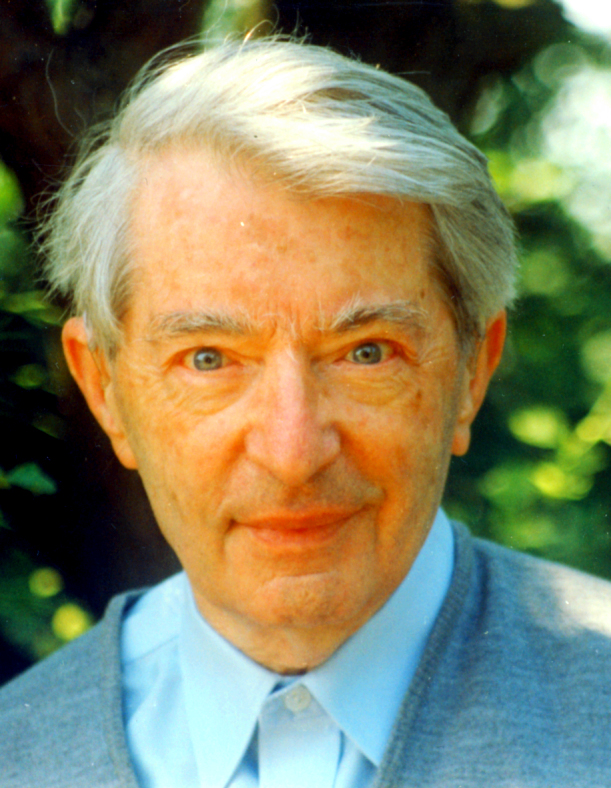
Fritz Heine, 90 Jahre alt

Fritz Heine (* 6. Dezember 1904 in Hannover; † 5. Mai 2002 in Zülpich) war ein deutscher Politiker und Verlagsmanager.

## Leben
Am Beginn seiner Berufslaufbahn war er als kaufmännischer Angestellter tätig. Nebenberuflich arbeitete er als Redakteur einer hannoverschen Sportzeitung.
Als Sohn des Orgelbauers Friedrich Heine, der sich früh der Sozialdemokratie angeschlossen hatte, trat er 1922 in die SPD ein. Seit 1925 war er in Berlin beim Parteivorstand tätig und baute 1928 die zentrale Werbeabteilung der SPD auf, deren technischer Leiter er wurde. Nach der NS-Machtübernahme im Januar 1933 flüchtete er mit einem Großteil des Barvermögens der Partei nach Prag. Von dort aus war er an der Widerstandsarbeit gegen die Nazis beteiligt. Oftmals war Heine mit falschen Papieren als Kurier für die SPD im Deutschen Reich unterwegs.
Als Folge der Annexion des Sudetenlandes und eines starken Drucks auf die Resttschechoslowakei flüchtete Heine 1938 nach Paris und übernahm dort die Verlagsleitung der Parteizeitung „Neuer Vorwärts“. In dieser Zeit wurde er auch vom Deutschen Reich ausgebürgert. Nachdem deutsche Truppen Frankreich besetzt hatten, war er für kurze Zeit interniert, bevor ihm die Flucht ins damals noch unbesetzte Marseille gelang.
Dort organisierte er im Auftrag des Exil-Parteivorstandes der SPD (SOPADE) und in Zusammenarbeit mit Varian Fry die Rettung mehrerer hundert deutsch-jüdischer Flüchtlinge. Dies brachte ihm den Ehrennamen „Engel von Marseille“ und 1988 die israelische Auszeichnung „Gerechter unter den Völkern“ ein. 1941 verlangten die Deutschen von der Vichy-Regierung die Auslieferung Heines, der nach kurzem Aufenthalt in Lissabon nach London flüchtete.
Im Februar 1946 kehrte Heine nach Westdeutschland zurück. Im Mai 1946 wurde er zum hauptamtlichen Vorstandsmitglied der SPD gewählt und zählte zu den engsten Vertrauten von Kurt Schumacher und Erich Ollenhauer. Heine war CIA-Kontaktmann bei SPD und DGB, zuständig u. a. für die Personalbesetzung in der DGB-Führung. Bis 1958 war er Mitglied im Geschäftsführenden Parteivorstand der SPD, zuständig für die Führung der Bundestagswahlkämpfe 1949, 1953 und 1957. Auf dem Stuttgarter Parteitag 1958 wurde Heine nicht mehr in den Vorstand gewählt. Im Juni 1958 wurde er Geschäftsführer der Konzentration GmbH, einer damals bedeutenden Interessengemeinschaft SPD-eigener Verlags- und Wirtschaftsunternehmen. 1974 ging er in den Ruhestand. 
Am 18. März 1997 erhielt Fritz Heine in der Kurt-Schumacher-Akademie aus der Hand des damaligen Bundesgeschäftsführers der SPD, Franz Müntefering, Nadel und Urkunde für seine 75-jährige Mitgliedschaft in der SPD. 
1961 heiratete Heine seine langjährige Lebensgefährtin Marianne Schreiber. Auch nach deren Tod lebte Heine bis zuletzt in Bad Münstereifel, Ortsteil Scheuren.

## Schriften
- Dr. Kurt Schumacher. Ein demokratischer Sozialist europäischer Prägung. Musterschmidt, Göttingen u. a.1969.

## Auszeichnungen
- Die Marie-Juchacz-Plakette der Arbeiterwohlfahrt wurde ihm 1971 verliehen.
- Gerechter unter den Völkern (Yad Vashem 1988)
- Wenzel-Jaksch-Preis (1990)
- Ehrenbürger der Carl von Ossietzky Universität Oldenburg (2001)
- Großes Bundesverdienstkreuz mit Stern (2002)